# 謝湖
謝湖（？—？），字有容，廣東潮州府海陽縣人，民籍，明朝政治人物。

## 生平
成化十九年（1483年）癸卯科廣東鄉試第五十九名舉人。成化二十三年（1487年）中式丁未科三甲第二百零四名進士。歷知廣西太平府，改知平樂府。累官廣西參政。

## 家族
曾祖謝子魯；祖父謝宏毅，義官；父謝鏐，母蘇氏。